# Seymour Lipkin
Seymour Lipkin (Détroit, 14 mai 1927), est un pianiste, chef d'orchestre et pédagogue américain.

## Biographie
Seymour Lipkin étudie le piano dès son enfance et se produit pour la première fois dès ses onze ans dans le premier concerto pour piano de Beethoven. Il se rend à Philadelphie pour étudier à l'Institut Curtis dans la classe de David Saperton (maître de quelques uns des plus grands pianistes du siècle, tels que Jorge Bolet, Shura Cherkassky, Julius Katchen et Abbey Simon) de 1938 à 1941, puis avec Rudolf Serkin et Mieczysław Horszowski (1941–1947) et obtient son diplôme en 1947. D'abord autodidacte, il prend des leçons de direction avec Serge Koussevitzky à Tanglewood en 1946, 1948 et 1949 et il est engagé par George Szell comme apprenti pendant la période 1947–1948. 
Il remporte le premier prix au Concours Rachmaninov en 1948 et joue avec Koussevitzky le premier concerto de Tchaïkovski à Boston, avant de se produire un peu partout aux États-Unis, puis fait ses débuts en tant que soliste avec l'Orchestre philharmonique de New York sous la direction de Charles Munch, en 1949.
En tant que chef d'orchestre, il fait ses débuts avec le petit orchestre de Cleveland en 1948, puis surtout aux New York City Opera avec Trouble in Tahiti de Leonard Bernstein en 1958. Jusqu'en 1960, il est chef assistant au Philharmonique de New York, puis directeur musical du Symphonique de Long Island de 1963 à 1979 et parallèlement directeur artistique du Joffrey Ballet de New York en 1966–1968, puis son principal chef invité jusqu'en 1972.
Seymour Lipkin occupe divers postes d'enseignant à partir de 1963, notamment au Institut Curtis dès 1969, puis à la l'école de musique de Manhattan de 1972 à 1987 et entre 1984 et 1987 également au Conservatoire de Boston. À partir de 1986, il enseigne à la Juilliard School.
En 1981, il reprend sa carrière de soliste dans un récital de piano à New York, et joue depuis dans les principales œuvres pour piano de Beethoven.
Il est également directeur artistique du festival de piano du Maryland et du Concours William Kapell de 1988 à 1992, qui tous deux ont lieu à l'université.